# Phyllopodium pumilum
Phyllopodium pumilum är en flenörtsväxtart som beskrevs av George Bentham. Phyllopodium pumilum ingår i släktet Phyllopodium och familjen flenörtsväxter. Inga underarter finns listade i Catalogue of Life.